# Letnie Grand Prix w skokach narciarskich w Einsiedeln
Letnie Grand Prix w skokach narciarskich w Einsiedeln rozgrywane jest od 2005 roku na skoczni im. Andreasa Küttela o rozmiarze 117 metrów.
W latach 2006–2010 zawody w Einsiedeln były rozgrywane w ramach Turnieju Czterech Narodów. Pierwszym zwycięzcą konkursu LGP w Einsiedeln został Słoweniec Robert Kranjec. Rok później najlepsi okazali się Austriacy Andreas Kofler i Gregor Schlierenzauer. Trzecią lokatę w konkursie zajął reprezentant gospodarzy Szwajcar Simon Ammann. W 2007 roku na najwyższym stopniu podium stanął Thomas Morgenstern, który w tym samym roku został zwycięzcą całego cyklu Letniego Grand Prix. 1 sierpnia 2008 w konkursie składającym się z jednej serii na podium stanęło trzech reprezentantów Austrii. Zwycięstwo odniósł triumfator z 2006 roku Andreas Kofler. Drugie miejsce zajął Gregor Schlierenzauer, który ustanowił rekord skoczni wynoszący 121 metrów. Trzeci był Thomas Morgenstern. Konkurs w Einsiedeln w 2009 roku wygrał Norweg Bjørn Einar Romøren wyprzedzając Daiki Itō o 0,4 pkt oraz Roberta Kranjca o 4 pkt.
Z powodu niekorzystnych warunków atmosferycznych w 2010 roku odbyła się jedynie jedna seria, w której najlepszy był Japończyk Daiki Itō. Pozostałe dwa miejsca na podium zajęli Polacy Adam Małysz i Maciej Kot. W 2011 również została rozegrana tylko jedna seria zawodów. Zwycięzcą został Kamil Stoch, a za nim uplasowali się Thomas Morgenstern i Rune Velta. W 2012 roku zawody się nie odbyły. W kolejnym konkursie rozegranym w 2013 roku zwycięzcą ponownie został Kamil Stoch, który wyprzedził bezpośrednio Macieja Kota i Andreasa Wellingera. Rok później najlepszym okazał się Gregor Schlierenzauer, a w ostatniej dotąd rozegranej edycji wygrał Severin Freund.
W sezonie 2017 zawody planowane na 5 sierpnia się nie odbyły.
| Lp. | Data             | Uwagi        | 1. miejsce             | 2. miejsce            | 3. miejsce         |
| --- | ---------------- | ------------ | ---------------------- | --------------------- | ------------------ |
| 1.  | 13 sierpnia 2005 | -            | Robert Kranjec         | Janne Happonen        | Jakub Janda        |
| 2.  | 12 sierpnia 2006 | TCN          | Andreas Kofler         | Gregor Schlierenzauer | Simon Ammann       |
| 3.  | 18 sierpnia 2007 | TCN          | Thomas Morgenstern     | Adam Małysz           | Jernej Damjan      |
| 4.  | 1 sierpnia 2008  | 1 seria, TCN | Andreas Kofler         | Gregor Schlierenzauer | Thomas Morgenstern |
| 5.  | 16 sierpnia 2009 | TCN          | Bjørn Einar Romøren    | Daiki Itō             | Robert Kranjec     |
| 6.  | 15 sierpnia 2010 | 1 seria, TCN | Daiki Itō              | Adam Małysz           | Maciej Kot         |
| 7.  | 14 sierpnia 2011 | 1 seria      | Kamil Stoch            | Thomas Morgenstern    | Rune Velta         |
| 8.  | 17 sierpnia 2013 | -            | Kamil Stoch            | Maciej Kot            | Andreas Wellinger  |
| 9.  | 9 sierpnia 2014  | -            | Gregor Schlierenzauer  | Piotr Żyła            | Michael Hayböck    |
| 10. | 15 sierpnia 2015 | -            | Severin Freund         | Peter Prevc           | Kamil Stoch        |
| 11. | 6 sierpnia 2016  | nocny        | Maciej Kot             | Kamil Stoch           | Michael Hayböck    |
| 12. | 4 sierpnia 2018  | -            | Kamil Stoch Piotr Żyła | –                     | Jewgienij Klimow   |